# Clossiana nivea
Clossiana nivea är en fjärilsart som beskrevs av Gunder 1928. Clossiana nivea ingår i släktet Clossiana och familjen praktfjärilar. Inga underarter finns listade i Catalogue of Life.